# Rolf Hachmann
Rolf Hachmann (n. 19 iunie 1917, Blankenese⁠(d), Schleswig-Holstein, Germania – d. 5 iunie 2014, Saarbrücken, Germania) a fost un arheolog și istoric german, membru de onoare al Academiei Române (din 1993).